# Traité commercial luso-anglais de janvier 1642
Le Traité commercial luso-anglais de janvier 1642, signé par le Roi Charles Ier d'Angleterre alors que démarre à peine la première révolution anglaise, qui va le contester, est une des conséquences de l'indépendance du Portugal, proclamée en décembre 1640 pour mettre fin à l'Union ibérique avec l'Espagne. Il intervient six mois après la prise par les Hollandais du port de Luanda, en Angola, principale source d'approvisionnement en esclaves des Portugais et va favoriser un trafic illégal vers les Antilles anglaises alors que la route maritime du Brésil est très surveillée.

## Contexte et histoire

### Le Portugal bloqué au Brésil et en Angola
Le traité précédent entre les deux pays datait du Traité de Windsor (1386). Deux siècles et demi plus tard,  celui de 1642 est signé sur fond de guerre néerlando-portugaise qui a épuisé et destabilisé le commerce au Brésil, que se disputent ces deux puissances maritimes, et qui s'étend à l'Afrique: à partir de l'été 1641, l'occupation hollandaise des ports de l'Angola a stoppé les importations d'esclaves noirs des plantations du sud du Brésil, resté portugais : la rupture de la traite négrière a « fait doubler le prix des esclaves » dans les zones portugaises du Brésil et « motivé les deux seules expéditions négrières du XVIIe siècle entre le Mozambique et le Brésil », qui se sont déroulées en 1643 et 1644. 

### La fin de l'Union ibérique
La Restauration portugaise de Noël 1640 met par ailleurs fin à l'Union ibérique associant depuis 1580 ce petit royaume à son grand voisin espagnol. le Roi Jean IV remplace le précédent. 
À la recherche d'alliés, le Portugal signe dès juin 1641 une trêve avec les Néerlandais et les marchands anglais réclament immédiatement les mêmes privilèges. Le Portugal se réconcilie alors même avec l'ex-ennemi historique qu'était l'Angleterre. 

### Les prémices de la première révolution anglaise
Par ailleurs, côté anglais, la fin de l'année 1641, la petite île anglaise de la Barbade, aux Antilles, a déjà accueilli le premier navire négrier de son histoire, le Seerobbe, avec à bord 264 esclaves sur les 330 pris en Afrique. La Guinea Company de Nicholas Crispe, un très proche ami du roi d'Angleterre Charles Ier, avait été dénoncée dès 1640 par le Parlement britannique en raison de son monopole sur les forts d'Afrique pris par les Anglais aux Portugais pour tenter d'y collecter de l'or. , où l
Le sucre avait été introduit dans l'île en 1637 par Peter Blower, un Hollandais venu du Brésil mais l'expérience des Portugais peut être utile aux Anglais, car ils « connaissaient les rythmes infernaux et les secrets complexes de la production de sucre », les gestes adaptés pour couper la canne et les dimensions exactes des laminoirs et chaudrons, comme y fait référence le planteur brésilien Gaspar Dias Ferreira en 1645: « les Noirs et les sucres doivent passer par les mains des Portugais ».
Egalement juste avant la signature du traité, en novembre 1641, la révolte en Irlande et de supposés complots papistes dénoncés par des pamphlets alarmistes dans tout l'Angleterre protestante ont poussé le roi Charles Ier, père de  Charles II, à se réfugier le 12 janvier 1642 au château de Windsor, au début de la guerre civile anglaise qui mènera à sa décapitation.

## Signature
Le roi d'Angleterre Charles Ier était en pleine préparation de ce traité d'alliance et de commerce avec le Portugal, qu'il signe le 29 janvier 1642 malgré l'opposition du Parlement anglais, et qui permet aux Anglais de tenter d'acheter des esclaves en Angola, à moitié envahi par les Hollandais, pour tenter d'en revendre aux planteurs anglais de la Barbade.

## Clauses et contenu
Ce traité ouvre « les terres, les forts, les châteaux, les ports et les côtes d’Afrique, de Guinée, etc. l’île de [São Tomé] et dans toutes les autres îles qui s’y trouvaient » à leurs navires ».
Comme pour le distinguer du petit troc, il autorise à « transporter des marchandises, des chargements ou des calèches sur des wagons, des chevaux ou des navires » des terres portugaises à « tout autre endroit ». Le texte appelle également à de futurs accords commerciaux avec le Brésil, dont une partie est restée portugaise.

## Suites immédiates
Opposés avec virulen,ce au Roi d'Angleterre dont ils dénoncent les abus de pouvoir, les compromissions et les favoris, les parlementaires menés par Oliver Cromwell obtiennent en 1643 la fin du monopole de la Guinea Company. La Royal Navy lui réclame 5000 sterling dès l'année 1642 et le Parlement place sous sequestre, en 1644, les biens de Nicholas Crispe, proche ami et conseiller du souverain, notamment la moitié du capital de la Guinea Company. Il est aussi question de saisir la moitié de la cargaison du navire '"The Star", qui ramène 10000 sterling d'or africain.

## Suites à moyen terme

### L'activité des négriers anglais
C'est seulement au milieu des années 1640 que d'autres négriers Anglais trouveront une petite place dans la colonie africaine de l'Angola, principale source d'approvisionnement en esclaves des Portugais, où la guerre de ceux-ci contre les Hollandais fait rage.
Mais quand les Portugais reprennent l'Angola en 1648, les premiers négriers Anglais sont déjà au Nigéria: pour tenter d'enlever des esclaves, ils remontent les rivières du royaume d'Arda où les Portugais en avaient pris quelques-uns dès 1575, et la Calabar (rivière), d'où ils en avaient déporté en Amérique espagnole en 1620 et 1625 et vers sur la plantation de sucre brésilienne de "Santana" à Bahia dès 1616. 
La rivière Calabar, navigable grâce à un tirant d'eau de 6 mètres, se jette dans le fleuve Cross à une cinquantaine de kilomètres de son estuaire. Au moins trois navires anglais y ont acheté des esclaves en 1644-45, selon une source. Selon une autre, le Calabar fut visité à la même époque par pas moins de 16 voyages négriers, en 1645-1647, dirigés vers la Barbade principalement, les traces de « monétisation », via des barres de cuivre et de fer échangées, n'apparaissant qu'en 1668. 
Alors qu'à la même époque, sur la Gold Coast, les esclaves ne représentent qu'une part minoritaire de la valeur des navires anglais, au Calabar c'est la totalité et le seul motif de voyages qui en moyenne prennent six mois et déportent 250 personnes. Huit navires hollandais étaient auparavant venus entre 1638 et 1645, mais étaient restés dans l'estuaire. 
De 1644 à 1646, au moins 29 navires anglais ont transporté des esclaves dans l’Atlantique. La Barbade, sûre et stable, où quelques grands planteurs avaient tiré solvabilité des exportations précédentes de coton et de tabac, était la destination logique, surtout depuis la perte de l’île de Providence, prise par les Espagnols en 1641. Saint- Christophe et les Bermudes étaient d'autres possibilités.

### Les années 1650 et 1660
Après l'expulsion en 1654 des derniers ressortissants Hollandais de la partie de la capitainerie du Pernambouc qu'ils contrôlèrent, la production sucrière redémarra et les brésiliens purent affronter réellement la nouvelle concurrence des nouveaux producteurs de sucre des Antilles. Dans la première moitié du siècle, cette capitainerie avait reçu environ 108000 esclaves déportés d'Afrique centrale (Congo-Angola) et dans la seconde elle récoltait un demi-million d'arrobes de sucre par an, presque autant que celle de Bahia, mais les communautés d'esclaves fugitifs fortifiées, à proximité du village de Porto Calvo, dont celle de Cerca Real, centre politique de Palmares avec ses plus de 1 500 maisons, s’étaient beaucoup développées pendant la période hollandaise. Entre 1654 et le milieu de la décennie 1670, vingt-cinq opérations militaires furent menées contre elles.
Ce traité est signé entre deux périodes de "famine monétaire" causée par la baisse en plusieurs vagues des arrivages d'argent-métal d'Amérique, qui subissent deux crises, la première aux environs de 1625-1630, la seconde aux environs de 1670-1680. Le Portugal, malgré ce traité, va subir ensuite un isolement commercial en raison de la politique commerciale française de Colbert aux environs de 1670, quand les produits portugais se voient expulsés des marchés français, anglais et hollandais. Ces pays importent alors encore du sucre et du tabac à Lisbonne, mais pour les revendre vers d'autres ports et ont fermé leurs marchés nationaux aux Portugais, ce qui cause une chute des prix, l'offre augmentant beaucoup plus rapidement que la demande. En 1650, l'arobe de sucre se vendait à Lisbonne 3 800 reis puis tombe en 1659 à 3 600 reis et en 1668 à 2 400 reis, perdant un tiers en 19 ans. Concernant le tabac, il valait 260 reis par arratel en 1650 puis en 1668 environ 200 reis, et en 1688 seulement 70 reis, perdant lui deux tiers de sa valeur.
Le Portugal commence alors à être concurrencé sur ses propres monopoles, notamment celui du sucre, tandis qu'il n'est plus le seul fournisseur d'esclaves venus d'Angola, même s'il reste le seul à pouvoir y faire la « chasse à l'homme ». Il subit un mouvement de tenaille entre la baisse des prix sur les débouchés, due à la concurrence antillaise et la hausse ou le maintien de ses coûts sur le marché des esclaves.